# Santa Sofia (Giugliano)
Koordinaten: 40° 55′ 43,2″ N, 14° 12′ 15,7″ O
Die Kirche Santa Sofia ist die Hauptkirche (Collegiata) von Giugliano in Campania, nordwestlich von Neapel. Sie liegt an der Piazza Giacomo Matteotti 2. In ihr befindet sich das Grab des berühmten Märchenerzählers Giovan Battista Basile.

## Geschichte
Santa Sofia wurde zwischen 1622 und 1693 erbaut und basiert nach allgemeiner Ansicht auf Plänen von Domenico Fontana. Laut einer Gedenktafel an der rechten Seite der Fassade wurde der Schriftsteller Giovan Battista Basile am 23. Februar 1632 in der Kirche beigesetzt.
Zwischen 1730 und 1745 wurde das Gebäude durch Domenico Antonio Vaccaro renoviert, der auch für einen neuen Stuckdekor und die marmorne Kanzel entwarf.
Die originale Kuppel wurde im Zweiten Weltkrieg durch Bomben zerstört und später rekonstruiert.

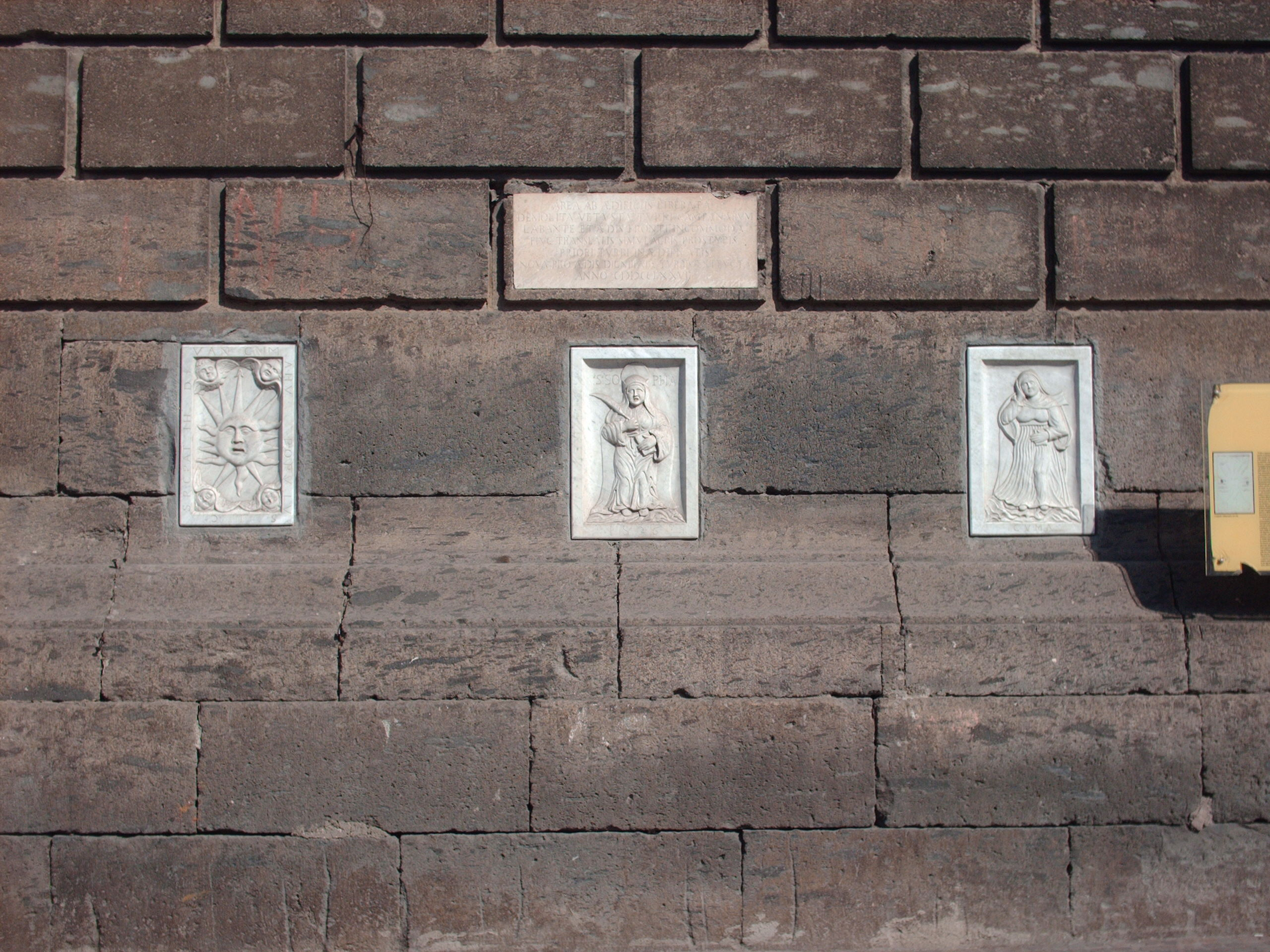
Reliefs am Campanile

Der Campanile wurde von Nicola Campitelli zwischen 1776 und 1785 errichtet; er stand ursprünglich weiter abseits von der Kirche, aber als die benachbarte Straße 1890 verbreitert wurde, trug man ihn Stein für Stein ab, und baute ihn an seiner heutigen Position wieder auf. An seiner Basis waren drei Basreliefs aus Marmor eingelassen, sie stellten „die strahlende Sonne“, „die heilige Sofia“ und eine „schwangere Frau“ dar – die letztere wurde zum Wahrzeichen und Wappen der Stadt Giuliano. Die drei Reliefs wurden 1994 gestohlen, konnten aber mithilfe von Pro Loco Giuliano durch Reproduktionen ersetzt werden.
2018 wurde die Kirche einer Restaurierung unterzogen.

## Beschreibung
Die Fassade mit ihren klassischen Formen, den glatten Lisenen aus Piperno und dem Dreiecksgiebel entspricht noch dem manieristischen Formenkanon, dessen Strenge nur durch das schmucke Portal etwas durchbrochen wird.

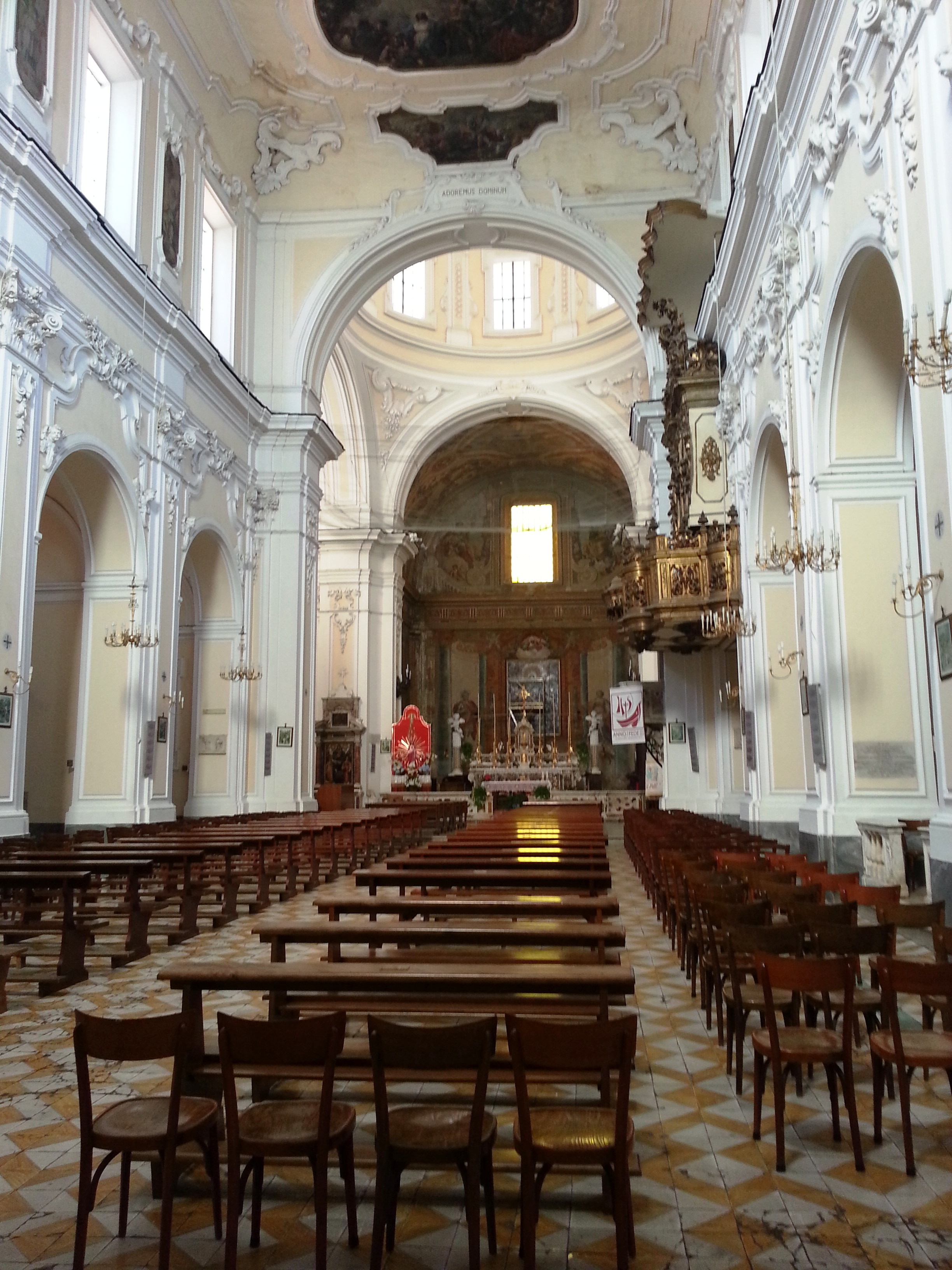
Der Innenraum

Das Innere mit seiner eleganten und feinen Stuckdekoration ist eine der schönsten Raumschöpfungen des neapolitanischen Spätbarock in Kampanien. Es besteht aus einem Kirchenschiff mit insgesamt 10 Kapellen, fünf an jeder Seite. Hinzu kommen die großen Kapellen am Ende der beiden Querschiffe. Die Altäre sind mit Gemälden von Fabrizio Santafede, Giuseppe Marullo, Girolamo Muziano, Domenico Viola, Nicola und Aloisio Cacciapuoti geschmückt. Der Fußboden ist mit gelb-weißen Maiolica-Kacheln belegt. In der Apsis sieht man Fresken aus dem 18. Jahrhundert.
Die barocke Orgel wurde von dem bedeutenden Orgelbauer Fabrizio Cimino erbaut, der selber in Giugliano geboren wurde.
Besonders bemerkenswert ist die große Cappella di San Giuliano links vom Hauptschiff, die dem Schutzheiligen der Stadt Julianus von Sora geweiht ist. Laut Agostino Basile (in: Memorie Istoriche della Terra di San Giuliano, Neapel 1800) blieb die Stadt Giuliano bei einem Ausbruch des Vesuvs 1631 verschont und da die Einwohner dies auf den Schutz des Hl. Julianus zurückführten, beschlossen sie, zu seinen Ehren die besagte Kapelle zu errichten. Die nötigen Mittel für die Dekoration in Form von 204 Dukaten stiftete 1639 ein Doktor Orazio de Blasio, der vor dem Altar des Heiligen begraben werden wollte. Die Kapelle verfügt über eine reiche bildhauerische Dekoration: die Figuren an den Pfeilern der Kuppel sind Allegorien der theologischen Tugenden, die Reliefs darüber zeigen die vier Evangelisten.

Der neapolitanische Maler Pacecco de Rosa (1607–1657) schuf fünf Gemälde für die Kapelle: das Martyrium der Hl. Sophia, das Martyrium des Heiligen Julianus, Santa Giuliana im Kerker, San Deodato abate und San Romito diacono. Diese Bilder wurden bei einem dreisten Kunstraub (bzw. Kirchenraub) am 11. November 1998 gestohlen. 17 Jahre später, im Jahr 2015, wurden zwei der Bilder von Pacecco – das Martyrium des Hl. Julianus und San Deodato abate – bei einem Sammler in Recanati (Ancona) wieder aufgefunden, nicht zuletzt auch, weil die Vereinigung Pro Loco Giuliano 2003 einen Katalog über „30 Jahre Kunstraub in San Giuliano“ herausgegeben hatte. Die beiden Bilder wurden während der Feierlichkeiten zu Ehren des Heiligen Giuliano am 27. Januar 2016 wieder in die Kirche zurückgebracht.

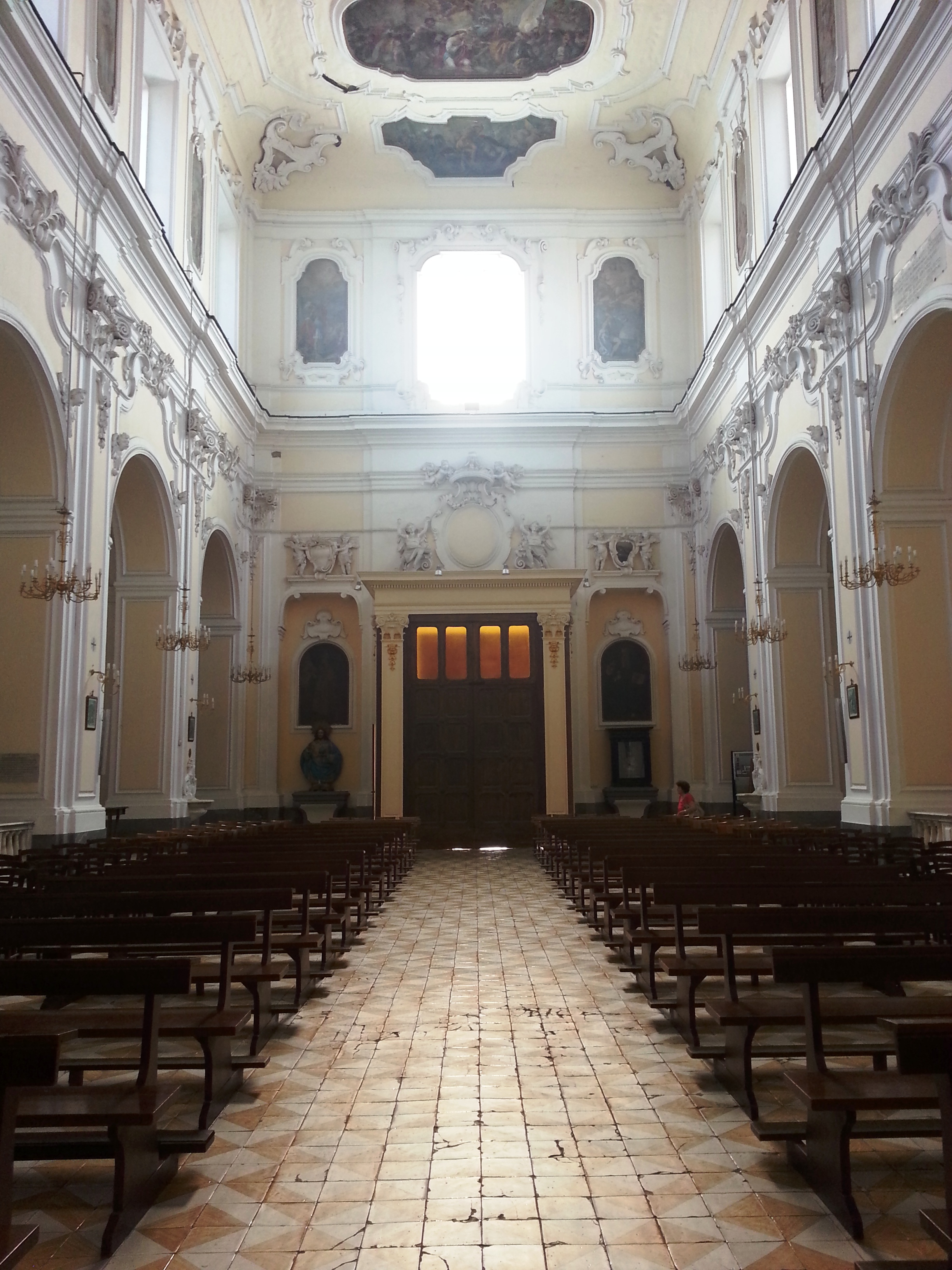
Blick zum Eingang
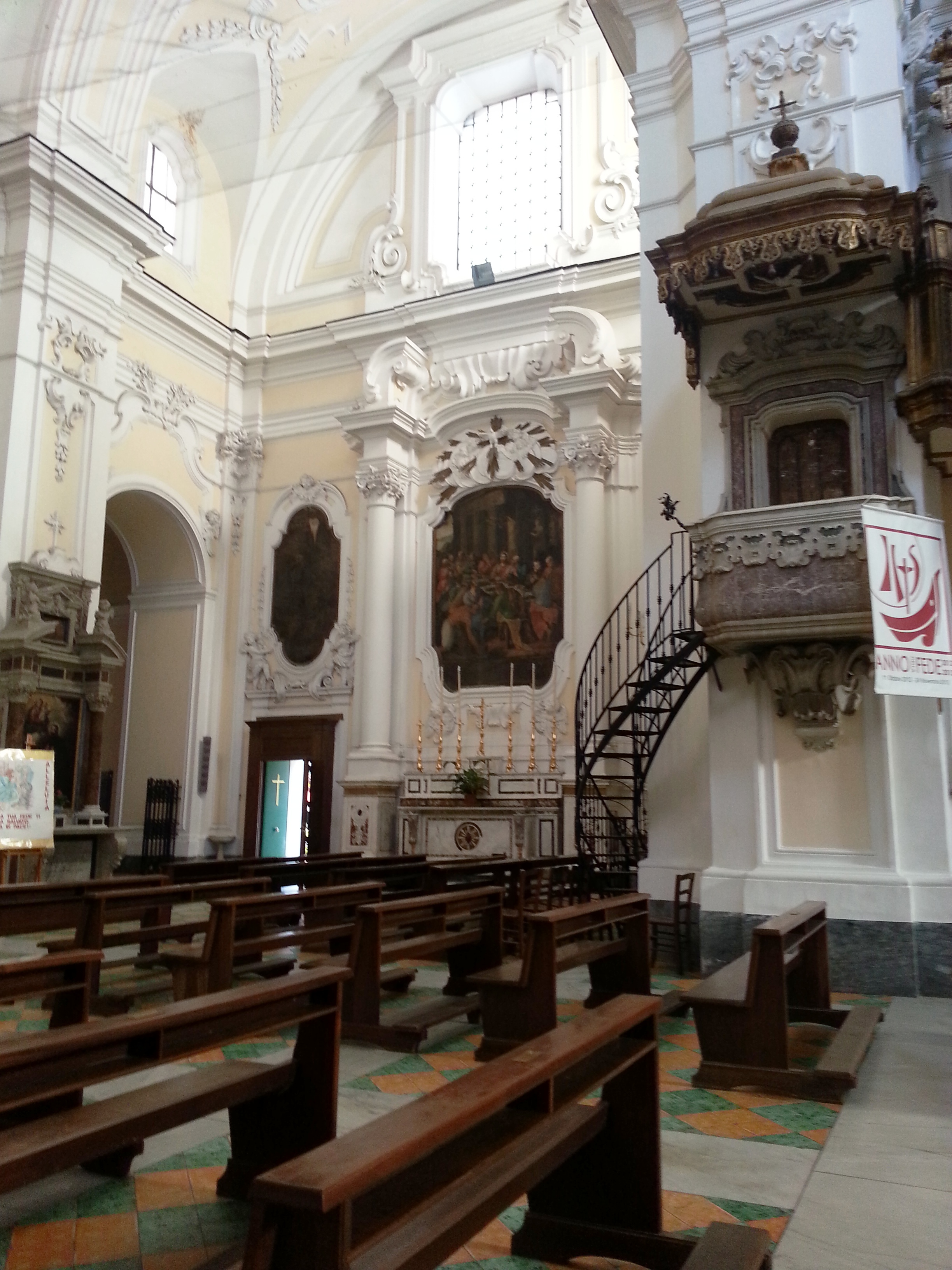
Kanzel und rechtes Querschiff
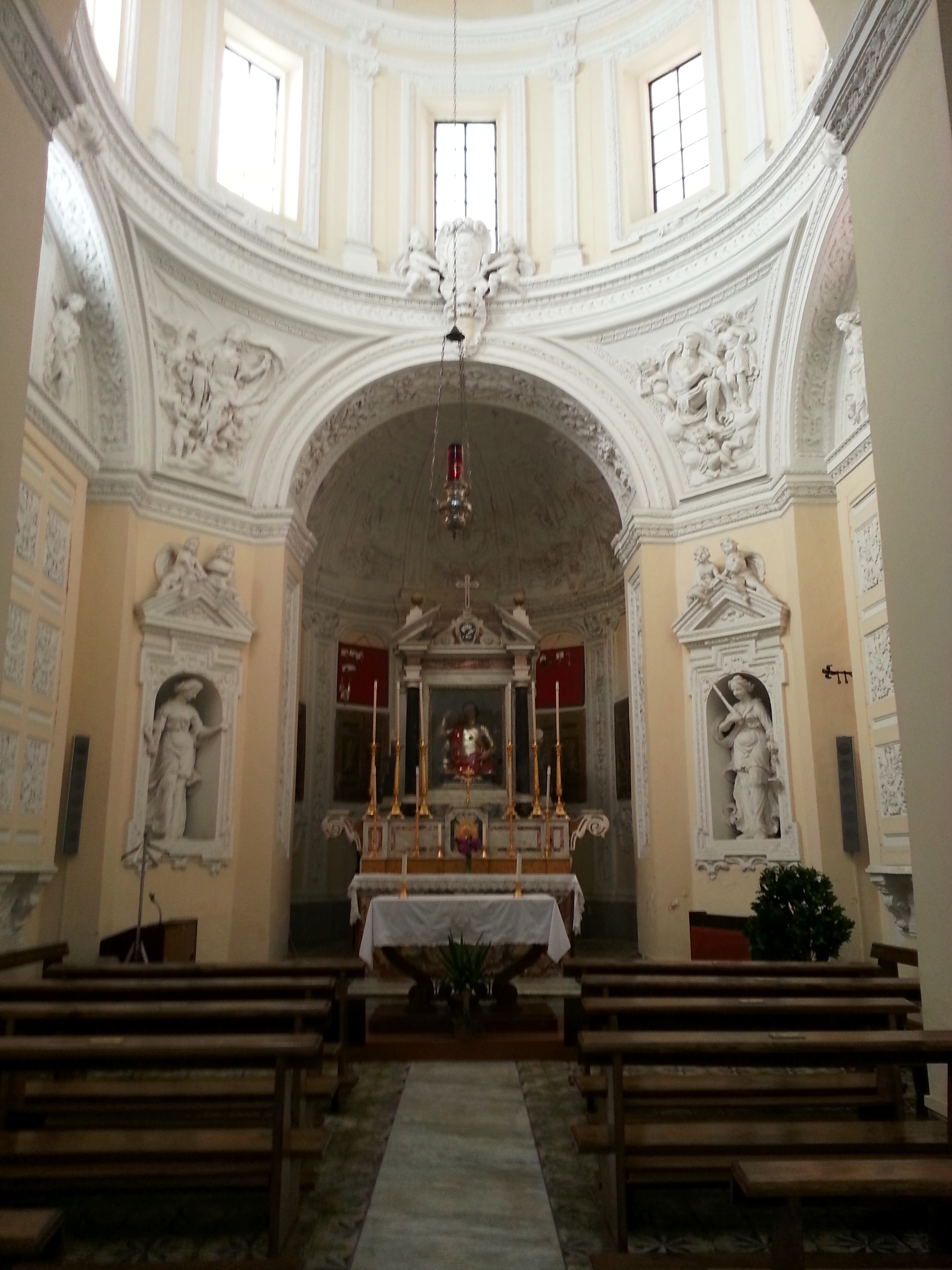
Die Cappella di San Giuliano